# 麥寮發電廠
麥寮發電廠為一座位於臺灣雲林縣麥寮鄉第六套輕油裂解廠內的民營燃煤火力發電廠，又稱為麥寮電廠，由台塑集團旗下多家企業所組成的麥寮汽電公司營運。

## 沿革

### 計畫
1996年4月12日，台塑集團為響應中央政府及台灣電力公司大力提倡獎勵民營企業興建發電廠的四階段政策，因此由台塑集團旗下的台塑石化公司與台塑、南亞、台化等公司共同投資設立麥寮汽電股份有限公司，並開始進行發電廠的開發計畫。發電廠預定地位於雲林縣麥寮鄉台塑工業園區內也就是第六套輕油裂解廠內，規劃之發電機組類型為燃煤火力發電機組。
1996年8月8日，行政院環保署通過麥寮發電廠之開發計畫的環境影響評估。並獲得經濟部所核發的「電業發電設備工作許可證」，隨後麥寮汽電公司全面展開麥寮發電廠的細部設計與建廠工程作業。

### 興建
早於1995年9月6日，麥寮發電廠的基樁工程即先行動工，直到麥寮汽電公司成立後，便全面展開麥寮發電廠以及汽電共生廠的工程計畫。施工期間，由高楊工程有限公司負責發電廠內的鍋爐等發電設備工程以及施工時的鷹架架設。

### 商轉
麥寮發電廠歷經4年的施工建造，1999年5月31日，第一部裝置容量600MW的燃煤火力發電機組取得經濟部電業執照，並於同年6月1日宣佈正式商業運轉。第二部裝置容量600MW的燃煤火力發電機組於1999年8月27日取得經濟部電業執照，同年9月9日開始商業運轉。第三部裝置容量600MW的燃煤火力發電機組於2000年9月23日開始商業運轉，並與台電公司完成供電系統併聯作業。
2015年6月，麥寮發電廠內其中一部發電機組曾因為燃燒生煤許可證僅剩下5天便到期，導致機組曾瀕臨必須停機的狀況。當時，台塑公司兩度向雲林縣政府申請展延期限，卻都遭到縣政府駁回，並要求補件。最終，經過三次諮詢會議後，雲林縣政府環保局於6月24日同意包含麥寮發電廠在內的台塑石化一廠生煤使用及操作許可證展延至2017年6月9日。
2022年12月，環評審查通過麥寮汽電公司新設兩組燃氣複循環發電機組，取代原三部燃煤機組，並興建四座天然氣接收站及天然氣卸收碼頭。

## 設施

### 發電機組
| 名稱   | 鍋爐類型                   | 汽輪發電機類型               | 機組數量 | 發電燃料 | 裝置容量（MW） | 商轉日期      | 狀態   |
| ------ | -------------------------- | ---------------------------- | -------- | -------- | -------------- | ------------- | ------ |
| 一號機 | 輻射再熱式超臨界壓力貫流式 | 單軸多段反動四機殼再熱冷凝式 | 1        | 燃煤     | 600MW          | 1999年6月1日  | 商轉中 |
| 二號機 | 輻射再熱式超臨界壓力貫流式 | 單軸多段反動四機殼再熱冷凝式 | 1        | 燃煤     | 600MW          | 1999年9月9日  | 商轉中 |
| 三號機 | 輻射再熱式超臨界壓力貫流式 | 單軸多段反動四機殼再熱冷凝式 | 1        | 燃煤     | 600MW          | 1999年9月23日 | 商轉中 |

### 土木建設
- 廠區：占地87公頃[3]。
- 煤炭存放場：室內式，並設有自動化密閉式輸煤系統[3]。

## 資料來源
1. 1 2 3 4 5  . 經濟部能源局. 2016-02-19  [2016-05-19]. （原始内容存档于2016-07-10） （中文（臺灣））.
2. ↑  白曛綾. . 交通大學環境工程研究所. 2015-06-25  [2016-05-19]. （原始内容存档于2017-08-28） （中文（臺灣））.
3. 1 2 3 4 5 6 7 8 9 10 11 12 13  . 台塑石化公司.   [2016-05-19]. （原始内容存档于2016-11-15） （中文（臺灣））.
4. ↑  . 台塑企業文物館.   [2016-05-19]. （原始内容存档于2017-08-11） （中文（臺灣））.
5. ↑  . 高楊工程有限公司.   [2016-05-19]. （原始内容存档于2016-01-28） （中文（臺灣））.
6. 1 2  鄭旭凱. . 自由時報. 2015-06-23  [2016-05-19]. （原始内容存档于2017-03-28） （中文（臺灣））.
7. ↑  林國賢、張慧雯. . 自由時報. 2015-06-25  [2016-05-19]. （原始内容存档于2020-08-05） （中文（臺灣））.